# Caminus vulcani
Caminus vulcani är en svampdjursart som beskrevs av Schmidt 1862. Caminus vulcani ingår i släktet Caminus och familjen Geodiidae. Inga underarter finns listade i Catalogue of Life.